# Dolmen von Puigseslloses
Der endneolithische (2500 bis 2200 v. Chr.) Dolmen von Puigseslloses (auch Puig-ses-Lloses genannt) ist eine katalanische Galerie. Sie liegt direkt an der Einsiedelei „Ermites de la Damunt“ in Sant Jordi de Puigseslloses, zwischen der Straße C25 und dem Aerodrom de Folgueroles östlich von Vic in der Comarca Osona, in der Provinz Barcelona in Katalonien in Spanien.
Die erste Erwähnung des Dolmens erfolgte 1878 durch Joaquim Vayreda (1843–1894) und J. Saderra. Ausgrabungen folgten 1922 durch Josep Gudiol i Ricart (1904–1985) und J. Rius Serra und 1961 durch R. Batista. Die Konservierung und die Restaurierung geschahen zwischen 2000 und 2006 durch Xavier Clop i García.
Die Nord-Süd orientierte trapezoide Megalithanlage ist etwa 9,0 m lang, Die Breite beträgt 3,5 m am Kopfende und 2,5 m am Zugang. Erhalten sind sechs teilweise recht hohe, meist jedoch abgeschlagene dünne Seitenplatten und die große, auch breitere Endplatte. Es gibt keine Überreste des Hügels, die wahrscheinlich für den Bau der Einsiedelei und ihres Vorplatzes verwendet wurden.

## Funde
Eine große Anzahl fragmentierter Knochen sowie 80 Zähne von Erwachsenen und 31 von Kindern. Mehr als 1000 Fragmente von Keramik. Einige dekorierte Gefäße wurden rekonstruiert (eines davon glockenförmig) werden restauriert. Iberisch-römische Fragmente; Sílex: 7 Pfeilspitzen, 3 Messer und 25 andere Teile; Dressing: 22 Halsketten verschiedener Art und Materialien, 6 Fragmente pecten Ventil, 1 "lila" unvollständig und perforiert; Metall: 2 kleine Stücke und Berichte von Kupferfragmenten zweifelhafter Herkunft.
In der Nähe liegen die Tumba Olèrdolana von Sant Feliuet (auch Savassona oder Tavèrnoles genannte anthropomorphe Felsgräber der Iberischen Halbinsel).